# HSC/De Legibus Open
Het HSC/De Legibus Open was een internationaal weekendschaaktoernooi dat jaarlijks door de Helmondse Schaakclub werd georganiseerd. Het toernooi vond volgens traditie eind juni plaats in Helmond. 
Voorheen stond het toernooi bekend als het HSC-Weekendtoernooi. Sinds 2011 werd het toernooi vernoemd naar de hoofdsponsor.

## Opzet
Het schaaktoernooi duurt een geheel weekend. In tegenstelling tot andere weekendtoernooien in Nederland wordt bij het HSC/De Legibus Open met een rapid tempo gespeeld van 45 minuten per persoon per partij, zonder increment. Elke partij duurt dus maximaal anderhalf uur. Er worden negen ronden gespeeld. De eerste vijf ronden worden ingedeeld op rating en de laatste vier ronden op weerstand. Hierdoor speelt de eerste vijf ronden de sterkste helft van het deelnemersveld tegen de zwakste helft van het deelnemersveld. De laatste vier ronden komen de spelers van gelijke sterkte tegen elkaar. Dit systeem biedt twee voordelen:
1. Het blijft vaak tot op de laatste ronde onduidelijk wie het toernooi gaat winnen.
2. Elke speler op het toernooi heeft de kans om tegen een grootmeester of andere prominente speler te mogen schaken.

## Historie
HSC/De Legibus Open werd voor het eerst georganiseerd in 1991. Toentertijd was het toernooi nog zonder sponsor en werd het toernooi vernoemd naar de organiserende schaakvereniging, het "HSC-Weekendtoernooi". Door wisselende deelnemersaantallen en faillissementen heeft het toernooi regelmatig op een andere locatie plaatsgevonden, maar wel altijd binnen de gemeente Helmond.
Door een gebrek aan vrijwilligers leek in 2009 het einde in zicht voor het evenement. In 2009 en 2010 is het toernooi dan ook niet georganiseerd. In 2011 is een andere organisatie aan de slag gegaan om het toernooi weer nieuw leven in te blazen. Met de komst van een hoofdsponsor was het geld aanwezig om grootmeesters naar het toernooi te trekken. Ook werd geïnvesteerd in het moderniseren van het toernooi. Hierdoor konden de partijen van de grootmeesters gevolgd worden via het internet. Sinds de editie van 2011 is het op de website van Helmondse Schaakclub mogelijk de gespeelde partijen aan de topborden online te bekijken.
In 2012 nam Jan Timman deel aan het HSC/De Legibus Open. Hij greep met een tweede plaats net naast de winst.
Na de editie van 2019 is het toernooi niet meer georganiseerd.

## Winnaars[1]

### Meervoudige winnaars
| Overwinningen | Schaker                  | Land                 | Jaren              |
| ------------- | ------------------------ | -------------------- | ------------------ |
| 3             | Alexandre Dgebuadze      | Vlag van Georgië     | 2000 + 2004 + 2011 |
| 2             | Roberto Cifuentes Parada | Vlag van Chili       | 1991 + 1992        |
| 2             | Alexei Barsov            | Vlag van Oezbekistan | 1993 + 1999        |
| 2             | Johan van Mil            | Vlag van Nederland   | 1998 + 2002        |
| 2             | Gerhard Schebler         | Vlag van Duitsland   | 2003 + 2004        |
| 2             | Daniel Fridman           | Vlag van Duitsland   | 2013 + 2015        |
| 2             | Felix Levin              | Vlag van Duitsland   | 2017 + 2018        |